# Maribaya (Kramat)
Maribaya is een bestuurslaag in het regentschap Tegal van de provincie Midden-Java, Indonesië. Maribaya telt 4903 inwoners (volkstelling 2010).